# Danh sách chứng nhận doanh số đĩa thu âm

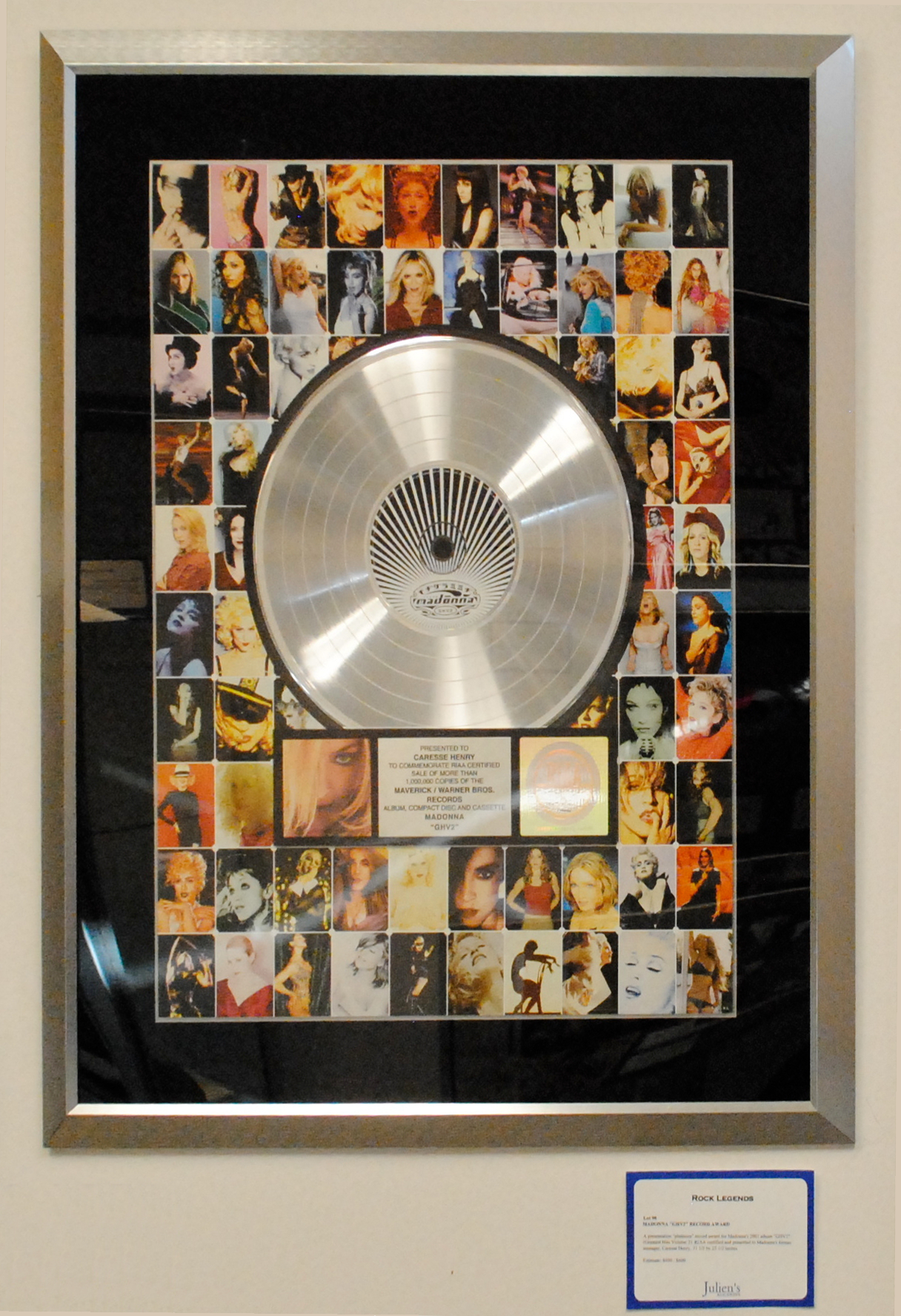
Chứng nhận Bạch kim album tổng hợp GHV2 (2011) của Madonna trưng bày tại nhà đấu giá Julien's Auctions

Nền công nghiệp âm nhạc toàn cầu thường cấp chứng nhận cho các ấn phẩm nhạc bằng đĩa chứng nhận doanh số dựa trên tổng doanh số tiêu thụ hoặc doanh số nhập hàng. Những đĩa này và yêu cầu của nó được dựa trên các cơ quan cấp ở các quốc gia và vùng lãnh thổ toàn cầu. Chứng nhận chuẩn được chia ra làm ba loại theo thứ tự thấp đến cao: Vàng, Bạch kim và đôi khi là Kim cương; tại Liên hiệp Anh còn có chứng nhận Bạc, đứng thấp hơn Vàng. Trong nhiều trường hợp, chứng nhận "Đa-Bạch kim" hoặc "Đa-Kim cương" được trao cho những ấm phẩm có nhiều đĩa Bạch kim hoặc Kim cương.
Liên đoàn Công nghiệp ghi âm quốc tế (IFPI) là tổ chức đại diện cho nhiều nền công nghiệp nhạc toàn cầu. Liên đoàn có hiệu lực trong 66 quốc gia và có chi nhánh tại 45 quốc gia. Trong vài trường hợp Liên đoàn chỉ liên kết với những cơ quan có sẵn trong một quốc gia, nhưng với các quốc gia kém phát triển trong ngành công nghiệp nhạc, Liên đoàn có vai trò như nhà cung cấp chính của thị trường nhạc quốc gia đó. Còn vài nước khác không được đại diện bởi Liên đoàn và có cơ quan cấp riêng, đảm nhận toàn bộ công việc với ngành công nghiệp nhạc.
Mặc cù tất cả các cơ quan đều cấp chứng nhận cho doanh số và lượng nhập hàng của album, còn có các hình thức khác để cấp như đĩa đơn, tải kỹ thuật số, video âm nhạc, DVD nhạc và tải nhạc chuông. Thêm vào đó, một vài cơ quan có tách riêng chứng nhận cho những nhạc phẩm trong hoặc ngoài nước.

## Album
Ghi chú chung: Con số hàng trên biểu thị cho doanh số trong nước, số in nghiêng bên dưới đại diện cho doanh số quốc tế, nếu có quy định riêng. Những ghi chú và trường hợp ngoại lệ khác được đề bên dưới.
| Quốc gia/ Lãnh thổ                          | Cơ quan chứng nhận                                                                  | Ngưỡng giải thưởng | Ngưỡng giải thưởng | Ngưỡng giải thưởng | Ngưỡng giải thưởng | Ngưỡng giải thưởng                       |
| Quốc gia/ Lãnh thổ                          | Cơ quan chứng nhận                                                                  | Bạc                | Vàng               | Bạch kim           | Kim cương          | Dựa trên doanh số                        |
| ------------------------------------------- | ----------------------------------------------------------------------------------- | ------------------ | ------------------ | ------------------ | ------------------ | ---------------------------------------- |
| Ấn Độ                                       | Indian Music Industry (IMI)                                                         | —                  | 100,000 (4,000)    | 200,000 (6,000)    | —                  | Tiêu thụ                                 |
| Áo                                          | International Federation of the Phonographic Industry – Austria                     | —                  | 7,500              | 15,000             | —                  |                                          |
| Argentina                                   | Argentine Chamber of Phonograms and Videograms Producers (CAPIF)                    | —                  | 20,000             | 40,000             | 250,000            |                                          |
| Ba Lan                                      | Polish Society of the Phonographic Industry (ZPAV)                                  | —                  | 15,000 (10,000)    | 30,000 (20,000)    | 150,000 (100,000)  | Tiêu thụ                                 |
| Bỉ                                          | Belgian Entertainment Association (BEA)                                             | —                  | 10,000 (15,000)    | 20,000 (30,000)    | —                  | Tiêu thụ                                 |
| Bồ Đào Nha                                  | Phonographic Association of Portugal (AFP)                                          | —                  | 7,500              | 15,000             | —                  |                                          |
| Brazil                                      | Brazilian Association of Discs Producers (ABPD)                                     | —                  | 40,000 (20,000)    | 80,000 (40,000)    | 300,000 (160,000)  | Nhập hàng                                |
| Bulgaria                                    | Bulgarian Association of Music Producers (BAMP)                                     | —                  | 1,000              | 2,000              | —                  | Tiêu thụ                                 |
| Canada                                      | Music Canada                                                                        | —                  | 40,000             | 80,000             | 800,000            | Nhập hàng                                |
| Chile                                       | International Federation of the Phonographic Industry – Chile                       | —                  | 5,000              | 10,000             | 100,000            | Nhập hàng                                |
| Colombia                                    | Asociación Colombiana de Productores de Fonogramas (ASINCOL)                        | —                  | 10,000 (5,000)     | 20,000 (10,000)    | 200,000 (100,000)  | —                                        |
| Cộng hòa Séc                                | International Federation of the Phonographic Industry – Czech Republic              | —                  | 5,000 (2,500)      | 10,000 (5,000)     | —                  |                                          |
| Croatia                                     | Croatian Phonographic Association (HDU)                                             | 3,750              | 7,500              | 15,000             | 30,000             | Tiêu thụ                                 |
| Đài Loan                                    | Recording Industry Foundation in Taiwan (RIT)                                       | —                  | 15,000 (5,000)     | 30,000 (10,000)    | —                  | Tiêu thụ                                 |
| Đan Mạch                                    | IFPI Denmark                                                                        | —                  | 10,000             | 20,000             | —                  | Nhập hàng                                |
| Đức                                         | The Federal Association of Music Industry (BVMI)                                    | —                  | 100,000            | 200,000            | 750,000            | Nhập hàng                                |
| Ecuador                                     | International Federation of the Phonographic Industry – Ecuador                     | —                  | 3,000              | 6,000              | —                  |                                          |
| Hà Lan                                      | The Dutch Association of Producers and Importers of Image and Sound Carriers (NVPI) | —                  | 20,000             | 40,000             | —                  | Nhập hàng                                |
| Hàn Quốc                                    | Korea Music Content Industry Association                                            | —                  | 5,000              | 10,000             | —                  |                                          |
| Hoa Kỳ                                      | Recording Industry Association of America (RIAA)                                    | —                  | 500,000            | 1,000,000          | 10,000,000         | Nhập hàng                                |
| Hồng Kông                                   | International Federation of the Phonographic Industry – Hong Kong                   | —                  | 15,000 (7,500)     | 30,000 (15,000)    | —                  | Tiêu thụ                                 |
| Hungary                                     | Association of Hungarian Record Companies (MAHASZ)                                  | —                  | 2,000 (1,000)      | 4,000 (2,000)      | —                  |                                          |
| Hy Lạp                                      | IFPI Greece                                                                         | —                  | 6,000 (3,000)      | 12,000 (6,000)     | —                  | Nhập hàng                                |
| Iceland                                     | International Federation of the Phonographic Industry – Iceland                     | —                  | 5,000              | 10,000             | —                  |                                          |
| Indonesia                                   | Recording Industry Association of Indonesia                                         | —                  | 35,000 (5,000)     | 75,000 (10,000)    | —                  | Tiêu thụ                                 |
| Ireland                                     | Irish Recorded Music Association (IRMA)                                             | —                  | 7,500              | 15,000             | —                  | Nhập hàng                                |
| Israel                                      | Israeli Federation of the Phonographic Industry                                     | —                  | 15,000 (10,000)    | 30,000 (20,000)    | —                  | Nhập hàng                                |
| Latvia                                      | Latvian Music Producers Association (LaMPA)                                         | —                  | 5,000              | 9,000              | —                  |                                          |
| Liban                                       | International Federation of the Phonographic Industry – Lebanon                     | —                  | 20,000 (1,000)     | 40,000 (2,000)     | —                  |                                          |
| Malaysia                                    | Recording Industry Association of Malaysia (RIM)                                    | —                  | 5,000              | 10,000             | —                  | Tiêu thụ                                 |
| México                                      | Mexican Association of Phonograph Producers (AMPROFON)                              | —                  | 30,000             | 60,000             | 300,000            | Nhập hàng                                |
| Na Uy                                       | International Federation of the Phonographic Industry – Norway                      | —                  | 15,000             | 30,000             | —                  | Tiêu thụ                                 |
| Nam Phi                                     | Recording Industry of South Africa (RiSA)                                           | —                  | 20,000             | 40,000             | —                  | Nhập hàng                                |
| New Zealand                                 | Recorded Music NZ                                                                   | —                  | 7,500              | 15,000             | —                  | Nhập hàng                                |
| Nga                                         | National Federation of Phonograph Producers (NFPF)                                  | —                  | 25,000 (5,000)     | 50,000 (10,000)    |                    | Tiêu thụ                                 |
| Nhật Bản                                    | Recording Industry Association of Japan (RIAJ)                                      | —                  | 100,000            | 250,000            | 1,000,000          | Nhập hàng                                |
| Paraguay                                    | International Federation of the Phonographic Industry – Paraguay                    | —                  | 5,000              | 10,000             | —                  |                                          |
| Peru                                        | International Federation of the Phonographic Industry – Peru                        | —                  | 3,000              | 6,000              | —                  |                                          |
| Phần Lan                                    | Musiikkituottajat – IFPI Finland                                                    | —                  | 10,000             | 20,000             | —                  | Tiêu thụ                                 |
| Pháp                                        | National Syndicate of Phonographic Publishing (SNEP)                                | —                  | 50,000             | 100,000            | 500,000            | Tiêu thụ                                 |
| Philippines                                 | Philippine Association of the Record Industry (PARI)                                | —                  | 7,500              | 15,000             | 150,000            | Tiêu thụ                                 |
| Singapore                                   | Recording Industry Association Singapore (RIAS)                                     | —                  | 5,000              | 10,000             | —                  | Tiêu thụ                                 |
| Slovakia                                    | International Federation of the Phonographic Industry – Slovakia                    | —                  | 2,000 (1,000)      | 4,000 (2,000)      | —                  |                                          |
| Tây Ban Nha                                 | Producers of Spanish Music (PROMUSICAE)                                             | —                  | 20,000             | 40,000             | —                  | Nhập hàng                                |
| Thái Lan                                    | Thai Entertainment Content Trade Association (TECA)                                 | —                  | 10,000 (5,000)     | 20,000 (10,000)    | —                  | Tiêu thụ                                 |
| Thổ Nhĩ Kỳ                                  | Turkish Phonographic Industries Society (Mü-YAP)                                    | —                  | 50,000 (3,000)     | 100,000 (5,000)    | 150,000 (10,000)   | Tiêu thụ                                 |
| Thụy Điển                                   | International Federation of the Phonographic Industry – Sweden                      | —                  | 20,000             | 40,000             | —                  | Nhập hàng                                |
| Thụy Sĩ                                     | International Federation of the Phonographic Industry – Switzerland                 | —                  | 10,000             | 20,000             | —                  |                                          |
| Trung Quốc                                  | State Administration of Radio, Film, and Television                                 | —                  | 20,000 (10,000)    | 40,000 (20,000)    | —                  | Nhập hàng                                |
| Úc                                          | Australian Recording Industry Association (ARIA)                                    | —                  | 35,000             | 70,000             | 500,000            | Nhập hàng                                |
| Ukraine                                     | International Federation of the Phonographic Industry – Ukraine                     | —                  | 50,000 (25,000)    | 100,000 (50,000)   | 500,000 (100,000)  |                                          |
| Uruguay                                     | Uruguayan Chamber of Disc (CUD)                                                     | —                  | 2,000              | 4,000              | —                  |                                          |
| Venezuela                                   | Association of Venezuelan Phonograph Producers (APFV)                               | —                  | 5,000              | 10,000             |                    |                                          |
| Liên hiệp Anh                               | British Phonographic Industry (BPI)                                                 | 60,000             | 100,000            | 300,000            | —                  | Nhập hàng, streaming từ tháng 6 năm 2015 |
| Ý                                           | Federation of the Italian Music Industry (FIMI)                                     | —                  | 25,000             | 50,000             | 500,000            | Tiêu thụ                                 |
| Tổ chức quốc tế hoặc đa quốc gia            |                                                                                     |                    |                    |                    |                    |                                          |
| Châu Âu                                     | International Federation of the Phonographic Industry                               | —                  | —                  | 1,000,000          | 10,000,000         | Tiêu thụ                                 |
| Châu Âu                                     | Independent Music Companies Association (IMPALA)                                    | 20,000             | 75,000             | 400,000            | 200,000            | Tiêu thụ                                 |
| GCC                                         | International Federation of the Phonographic Industry                               | —                  | 10,000 (3,000)     | 20,000 (6,000)     | —                  | Tiêu thụ                                 |
|                                             |                                                                                     | Bạc                | Vàng               | Bạch kim           | Kim cương          | Dựa trên doanh số                        |
| Ngưỡng giải thưởng                          |                                                                                     |                    |                    |                    |                    |                                          |
| "—" Không có mặt tại cơ quan chứng nhận đó. |                                                                                     |                    |                    |                    |                    |                                          |

## Đĩa đơn
| Quốc gia/ Lãnh thổ                          | Cơ quan chứng nhận                                                                  | Ngưỡng giải thưởng | Ngưỡng giải thưởng | Ngưỡng giải thưởng | Ngưỡng giải thưởng | Ngưỡng giải thưởng                        |
| Quốc gia/ Lãnh thổ                          | Cơ quan chứng nhận                                                                  | Bạc                | Vàng               | Bạch kim           | Kim cương          | Dựa trên doanh số                         |
| ------------------------------------------- | ----------------------------------------------------------------------------------- | ------------------ | ------------------ | ------------------ | ------------------ | ----------------------------------------- |
| Áo                                          | International Federation of the Phonographic Industry – Austria                     | —                  | 15,000             | 30,000             | —                  |                                           |
| Ba Lan                                      | Polish Society of the Phonographic Industry (ZPAV)                                  | —                  | 10,000             | 20,000             | 100,000            | Tiêu thụ                                  |
| Bỉ                                          | Belgian Entertainment Association (BEA)                                             | —                  | 10,000 (15,000)    | 20,000 (30,000)    | —                  | Tiêu thụ                                  |
| Bồ Đào Nha                                  | Phonographic Association of Portugal (AFP)                                          | —                  | 10,000             | 20,000             | —                  |                                           |
| Canada                                      | Music Canada - Single or (Digital Download)                                         | —                  | 5,000 (40,000)     | 10,000 (80,000)    | 100,000 (800,000)  |                                           |
| Cộng hòa Séc                                | International Federation of the Phonographic Industry – Czech Republic              | —                  | —                  | 1,000              | 2,000              |                                           |
| Đài Loan                                    | Recording Industry Foundation in Taiwan (RIT)                                       | —                  | 5,000              | 10,000             | —                  | Tiêu thụ                                  |
| Đan Mạch                                    | IFPI Denmark                                                                        | —                  | 30,000             | 60,000             | —                  | Nhập hàng                                 |
| Đức                                         | The Federal Association of Music Industry (BVMI)                                    | —                  | 200,000            | 400,000            | 1,000,000          | Nhập hàng                                 |
| Hoa Kỳ                                      | Recording Industry Association of America (RIAA)                                    | —                  | 500,000            | 1,000,000          | 10,000,000         | Nhập hàng (streaming từ tháng 5 năm 2013) |
| Hồng Kông                                   | International Federation of the Phonographic Industry – Hong Kong                   | —                  | 15,000 (7,500)     | 30,000 (15,000)    | —                  | Tiêu thụ                                  |
| Hungary                                     | Association of Hungarian Record Companies (MAHASZ)                                  | —                  | 1,500              | 3,000              | —                  |                                           |
| Hy Lạp                                      | IFPI Greece                                                                         | —                  | 3,000              | 6,000              | —                  | Nhập hàng                                 |
| Ireland                                     | Irish Recorded Music Association (IRMA)                                             | —                  | 7,500              | 15,000             | —                  |                                           |
| Nhật Bản                                    | Recording Industry Association of Japan (RIAJ)                                      | —                  | 100,000            | 250,000            | 1,000,000          | Nhập hàng                                 |
| Hà Lan                                      | The Dutch Association of Producers and Importers of Image and Sound Carriers (NVPI) | —                  | 20,000             | 40,000             | —                  | Nhập hàng                                 |
| New Zealand                                 | Recorded Music NZ (formerly Recording Industry Association of New Zealand (RIANZ))  | —                  | 15,000             | 30,000             | —                  | Tiêu thụ                                  |
| Na Uy                                       | International Federation of the Phonographic Industry – Norway                      | —                  | 5,000              | 10,000             | —                  | Tiêu thụ                                  |
| Philippines                                 | Philippine Association of the Record Industry (PARI)                                | —                  | 7,500              | 15,000             | —                  | Tiêu thụ                                  |
| Phần Lan                                    | Musiikkituottajat – IFPI Finland                                                    | —                  | 5,000              | 10,000             | —                  | Tiêu thụ                                  |
| Pháp                                        | National Syndicate of Phonographic Publishing (SNEP)                                | —                  | 75,000             | 150,000            | 250,000            | Tiêu thụ                                  |
| Singapore                                   | Recording Industry Association Singapore (RIAS)                                     | —                  | 5,000              | 10,000             | —                  | Tiêu thụ                                  |
| Tây Ban Nha                                 | Producers of Spanish Music (PROMUSICAE)                                             | —                  | 20,000             | 40,000             | —                  | Tiêu thụ                                  |
| Thái Lan                                    | Thai Entertainment Content Trade Association (TECA)                                 | —                  | 10,000 (5,000)     | 20,000 (10,000)    | —                  | Tiêu thụ                                  |
| Thụy Điển                                   | International Federation of the Phonographic Industry – Sweden                      | —                  | 20,000             | 40,000             | —                  | Nhập hàng                                 |
| Thụy Sĩ                                     | International Federation of the Phonographic Industry – Switzerland                 | —                  | 15,000             | 30,000             | —                  |                                           |
| Úc                                          | Australian Recording Industry Association (ARIA)                                    | —                  | 35,000             | 70,000             | —                  | Nhập hàng                                 |
| Liên hiệp Anh                               | British Phonographic Industry (BPI)                                                 | 200,000            | 400,000            | 600,000            | —                  | Nhập hàng (streaming từ tháng 7 năm 2014) |
| Ý                                           | Federation of the Italian Music Industry (FIMI)                                     | —                  | 25,000             | 50,000             | 500,000            | (streaming từ 2015)                       |
| Tổ chức quốc tế hoặc đa quốc gia            |                                                                                     |                    |                    |                    |                    |                                           |
| Nam Phi                                     | Recording Industry of South Africa (RISA)                                           | —                  | 10,000             | 25,000             | —                  |                                           |
|                                             |                                                                                     | Bạc                | Vàng               | Bạch kim           | Kim cương          | Dựa trên doanh số                         |
| Ngưỡng giải thưởng                          |                                                                                     |                    |                    |                    |                    |                                           |
| "—" Không có mặt tại cơ quan chứng nhận đó. |                                                                                     |                    |                    |                    |                    |                                           |

### Đĩa đơn kỹ thuật số
| Quốc gia/ Lãnh thổ | Cơ quan chứng nhận                                               | Ngưỡng giải thưởng                          | Ngưỡng giải thưởng | Ngưỡng giải thưởng |
| Quốc gia/ Lãnh thổ | Cơ quan chứng nhận                                               | Vàng                                        | Bạch kim           | Kim cương          |
| ------------------ | ---------------------------------------------------------------- | ------------------------------------------- | ------------------ | ------------------ |
| Ai Cập             | International Federation of the Phonographic Industry – Egypt    | 20,000                                      | 40,000             | —                  |
| Argentina          | Argentine Chamber of Phonograms and Videograms Producers (CAPIF) | 10,000                                      | 20,000             | —                  |
| Brazil             | Brazilian Association of Discs Producers (ABPD)                  | 50,000 (30,000)                             | 100,000 (60,000)   | 500,000 (250,000)  |
| Canada             | Music Canada                                                     | 40,000                                      | 80,000             | 800,000            |
| Hoa Kỳ             | Recording Industry Association of America (RIAA)                 | 500,000                                     | 1,000,000          | 10,000,000         |
| México             | Mexican Association of Phonograph Producers (AMPROFON)           | 30,000                                      | 60,000             | 300,000            |
| Nhật Bản           | Recording Industry Association of Japan (RIAJ)                   | 100,000                                     | 250,000            | 1,000,000          |
| Tây Ban Nha        | Producers of Spanish Music (PROMUSICAE)                          | 20,000                                      | 40,000             | —                  |
|                    |                                                                  | "—" Không có mặt tại cơ quan chứng nhận đó. |                    |                    |

## Video âm nhạc/DVD
| Quốc gia/ Lãnh thổ                          | Cơ quan chứng nhận                                                                  | Ngưỡng giải thưởng | Ngưỡng giải thưởng | Ngưỡng giải thưởng | Ngưỡng giải thưởng |
| Quốc gia/ Lãnh thổ                          | Cơ quan chứng nhận                                                                  | Vàng               | Bạch kim           | Kim cương          | Dựa trên doanh số  |
| ------------------------------------------- | ----------------------------------------------------------------------------------- | ------------------ | ------------------ | ------------------ | ------------------ |
| Argentina                                   | Argentine Chamber of Phonograms and Videograms Producers (CAPIF)                    | 7,500              | 15,000             | 75,000             |                    |
| Áo                                          | International Federation of the Phonographic Industry – Austria                     | 5,000              | 10,000             | —                  |                    |
| Ba Lan                                      | Polish Society of the Phonographic Industry (ZPAV)                                  | 5,000              | 10,000             | —                  | Tiêu thụ           |
| Bỉ                                          | Belgian Entertainment Association (BEA)                                             | 25,000             | 50,000             |                    | Tiêu thụ           |
| Bồ Đào Nha                                  | Phonographic Association of Portugal (AFP)                                          | 4,000              | 8,000              | —                  |                    |
| Brazil                                      | Brazilian Association of Phonograph Producers (ABDP)                                | 25,000 (15,000)    | 50,000 (30,000)    | 250,000 (125,000)  | Tiêu thụ           |
| Canada                                      | Music Canada                                                                        | 5,000              | 10,000             | 100,000            | Nhập hàng          |
| Colombia                                    | Colombian Association of Phonograph Producers (ASINCOL)                             | 5,000              | 10,000             | —                  |                    |
| Cộng hòa Séc                                | International Federation of the Phonographic Industry – Czech Republic              | 1,500              | 3,000              | —                  |                    |
| Đan Mạch                                    | IFPI Denmark                                                                        | 7,500              | 15,000             | —                  | Nhập hàng          |
| Đức                                         | The Federal Association of Music Industry (BVMI)                                    | 25,000             | 50,000             | —                  | Nhập hàng          |
| Hoa Kỳ                                      | Recording Industry Association of America (RIAA)                                    | 50,000             | 100,000            | —                  | Nhập hàng          |
| Hungary                                     | Association of Hungarian Record Companies (MAHASZ)                                  | 2,000              | 4,000              | —                  |                    |
| Hà Lan                                      | The Dutch Association of Producers and Importers of Image and Sound Carriers (NVPI) | 25,000             | 50,000             | —                  | Nhập hàng          |
| Hy Lạp                                      | IFPI Greece                                                                         | 3,000              | 6,000              | —                  | Nhập hàng          |
| Iceland                                     | International Federation of the Phonographic Industry – Iceland                     | 5,000              | 10,000             | —                  |                    |
| Ireland                                     | Irish Recorded Music Association (IRMA)                                             | 2,000              | 4,000              | —                  |                    |
| México                                      | Mexican Association of Phonograph Producers (AMPROFON)                              | 10,000             | 20,000             | —                  |                    |
| Na Uy                                       | International Federation of the Phonographic Industry – Norway                      | 5,000              | 10,000             | —                  | Tiêu thụ           |
| Nhật Bản                                    | Recording Industry Association of Japan (RIAJ)                                      | 100,000            | 250,000            | 1,000,000          |                    |
| New Zealand                                 | Recording Industry Association of New Zealand (RIANZ)                               | 2,500              | 5,000              | —                  |                    |
| Phần Lan                                    | Musiikkituottajat – IFPI Finland                                                    | 5,000              | 10,000             | —                  | Tiêu thụ           |
| Pháp                                        | National Syndicate of Phonographic Publishing (SNEP)                                | 7,500              | 15,000             | 60,000             | Tiêu thụ           |
| Philippines                                 | Philippine Association of the Record Industry (PARI)                                | 7,500              | 15,000             | —                  | Tiêu thụ           |
| Slovakia                                    | International Federation of the Phonographic Industry – Slovakia                    | 500                | 1,000              | —                  |                    |
| Tây Ban Nha                                 | Producers of Spanish Music (PROMUSICAE)                                             | 10,000             | 25,000             | —                  |                    |
| Thụy Điển                                   | International Federation of the Phonographic Industry – Sweden                      | 10,000             | 20,000             | —                  | Nhập hàng          |
| Thụy Sĩ                                     | International Federation of the Phonographic Industry – Switzerland                 | 3,000              | 6,000              | —                  |                    |
| Úc                                          | Australian Recording Industry Association (ARIA)                                    | 7,500              | 15,000             | —                  | Nhập hàng          |
| Uruguay                                     | Uruguayan Chamber of Disc (CUD)                                                     | 1,000              | 2,000              | —                  |                    |
| Liên hiệp Anh                               | British Phonographic Industry (BPI)                                                 | 25,000             | 50,000             | —                  | Nhập hàng          |
|                                             |                                                                                     | Vàng               | Bạch kim           | Kim cương          | Dựa trên doanh số  |
| Ngưỡng giải thưởng                          |                                                                                     |                    |                    |                    |                    |
| "—" Không có mặt tại cơ quan chứng nhận đó. |                                                                                     |                    |                    |                    |                    |

## Nhạc chuông
| Quốc gia/ Lãnh thổ | Cơ quan chứng nhận                                            | Ngưỡng giải thưởng                          | Ngưỡng giải thưởng | Ngưỡng giải thưởng | Ngưỡng giải thưởng | Ngưỡng giải thưởng |
| Quốc gia/ Lãnh thổ | Cơ quan chứng nhận                                            | Vàng                                        | Bạch kim           | 2× Bạch kim        | Kim cương          | Dựa trên doanh số  |
| ------------------ | ------------------------------------------------------------- | ------------------------------------------- | ------------------ | ------------------ | ------------------ | ------------------ |
| Ai Cập             | International Federation of the Phonographic Industry – Egypt | 20,000                                      | 40,000             | —                  | —                  |                    |
| Brazil             | Brazilian Association of Discs Producers (ABPD)               | 50,000 (30,000)                             | 100,000 (60,000)   | —                  | 500,000 (250,000)  |                    |
| Canada             | Music Canada                                                  | 20,000                                      | 40,000             | —                  | 400,000            |                    |
| Hoa Kỳ             | Recording Industry Association of America (RIAA)              | 500,000                                     | 1,000,000          | —                  | —                  |                    |
| México             | Mexican Association of Phonograph Producers (AMPROFON)        | 40,000                                      | 80,000             | —                  | 400,000            | Tiêu thụ           |
| Nhật Bản           | Recording Industry Association of Japan (RIAJ)                | —                                           | —                  | 500,000            | 1,000,000          |                    |
| Tây Ban Nha        | Producers of Spanish Music (PROMUSICAE)                       | 20,000                                      | 40,000             | —                  | —                  |                    |
|                    |                                                               | "—" Không có mặt tại cơ quan chứng nhận đó. |                    |                    |                    |                    |

## Chú giải
1. ↑  Tại Ấn Độ, số liệu bán hàng thông thường được xếp vào thể loại "Phim Hindi" và "Quốc tế". Dù vậy, có tới 6 thể loại khác nhau. Mỗi thể loại quy định số đĩa Vàng và Bạch kim theo thứ tự trong ngoặc sau đây: "Phim Hindi" (100,000; 200,000); "Phim phân vùng" (50,000; 100,000); "Khu vực cơ bản" (25,000, 50,000); "Quốc gia cơ bản" (50,000; 100,000); "Thính phòng/Không thuộc thính phòng" (15,000; 30,000); và "Quốc tế" (4,000; 6,000). Ngoài ra, mỗi album trong các thể loại này chỉ đạt chứng nhận Vàng và Bạch kim trong vòng 1 năm dương lịch (ví dụ: album ra mắt ngày 1 tháng 7 năm 2006 chỉ hợp lệ trao đĩa Vàng hay Bạch kim trước ngày 30 tháng 6 năm 2007).
2. ↑  Từ ngày 1 tháng 1 năm 2013
3. ↑  Từ ngày 1 tháng 1 năm 2001
4. 1 2 3 4 5 6 7 8  Số liệu của Úc, Bỉ, Đan Mạch, Phần Lan, Đức, Hungary, México, Na Uy, Ba Lan, Tây Ban Nha, Thụy Điển, Anh và Mỹ có thể bao gồm lượng album kỹ thuật số.
5. ↑  Tại Ba Lan, số liệu bán hàng thông thường được xếp vào thể loại album "Pop".  Quy định số đĩa Vàng, Bạch kim và Kim cương cho các thể loại khác theo thứ tự trong ngoặc sau đây: "Jazz/Cổ điển" (5,000; 10,000; 50,000); và "Nhạc phim" (10,000; 20,000; 100,000).
6. ↑  Từ tháng 7 năm 2005
7. 1 2 3 4 5  Từ ngày 1 tháng 1 năm 2010
8. ↑  Trước ngày 1 tháng 5 năm 2008, đĩa Vàng tương đương 50.000 bản và đĩa Bạch kim là 100.000 bản.[10]
9. ↑  Từ tháng 9 năm 2010
10. ↑  Từ ngày 1 tháng 1 năm 2003
11. 1 2  Từ ngày 1 tháng 1 năm 2009
12. ↑  Từ ngày 7 tháng 1 năm 2011
13. ↑  Tại Đức, quy định số liệu bán hàng bắt đầu sử dụng từ ngày 1 tháng 1 năm 2003. Với những album ra mắt trước ngày 24 tháng 9 năm 1999, phải đạt 250.000 bản cho đĩa Vàng và 500.000 bản cho đĩa Bạch kim. Giữa thời gian từ 25 tháng 9 năm 1999 và 31 tháng 12 năm 2002, đĩa Vàng tương đương 150.000 bản và Bạch kim là 300.000 bản. Ngoài ra, với album nhạc jazz, cần đạt 10.000 bản cho đĩa Vàng và 20.000 bản cho đĩa Bạch kim. Giải thưởng Kim cương có hiệu lực với sản phẩm ra mắt từ ngày 1 tháng 1 năm 2013 trở đi.[18]
14. ↑  Tại Hà Lan, số liệu bán hàng thông thường được xếp vào thể loại album "Pop". Các album jazz, kể chuyện, cổ điển và world music được đo bằng công thức khác: 10.000 bản cho danh hiệu đĩa Vàng và 20.000 bản cho đĩa Bạch kim.
15. 1 2  Từ ngày 1 tháng 1 năm 2008
16. ↑  Tại Hungary, số liệu bán hàng thông thường được xếp vào thể loại album "Pop". Các album jazz, kể chuyện, cổ điển và world music được đo bằng công thức khác: 1.500 bản cho danh hiệu đĩa Vàng và 3.000 bản cho đĩa Bạch kim.
17. ↑  Từ ngày 14 tháng 12 năm 2012
18. ↑  Từ tháng 6 năm 2008
19. 1 2  Doanh số bán hàng của Hội đồng Hợp tác Vùng Vịnh (GCC) bao gồm các quốc gia Bahrain, Kuwait, Oman, Qatar, Ả Rập Xê Út và Các Tiểu vương quốc Ả Rập Thống nhất (UAE).[29]
20. ↑  Tại Malaysia, quy định số liệu bán hàng bắt đầu sử dụng từ ngày 1 tháng 7 năm 2009. Với album phát hành trước ngày 1 tháng 7 năm 2009, album vượt mốc 10.000 bản và 20.000 bản mới lần lượt giành chứng nhận đĩa Vàng và Bạch kim. Khi sáp nhập với đĩa kỹ thuật số, đĩa Vàng tương đương 15.000 bản và Bạch kim là 30.000 bản. Đĩa kỹ thuật số được tính bằng 1/10 doanh số đĩa nhựa.
21. ↑  Tại México, số liệu bán hàng thông thường được xếp vào lượng đĩa thật bán ra. Đĩa kỹ thuật số được tính theo công thức khác: 5.000 bản cho đĩa Vàng và 10.000 bản cho đĩa Bạch kim. Sản phẩm ra mắt trước ngày 1 tháng 7 năm 2009 tính như sau: 40.000 bản; 80.000 bản và 400.000 bản lần lượt cho đĩa Vàng, Bạch kim và Kim cương. Tại quốc gia này, một sản phẩm vẫn có thể giành đĩa Vàng sau khi thắng đĩa bạch kim, ví dự như chứng nhận 2xBạch kim+Vàng.
22. 1 2  Từ ngày 1 tháng 7 năm 2009
23. 1 2 3  Từ năm 2007
24. ↑  Tại Nam Phi, quy định số liệu bán hàng bắt đầu sử dụng từ ngày 1 tháng 8 năm 2006. Với những album ra mắt trước ngày 1 tháng 8 năm 2006, phải đạt 25.000 bản cho đĩa Vàng và 50.000 bản cho đĩa Bạch kim.
25. ↑  Từ năm 2012
26. 1 2 3  Tại Nhật Bản, lượng đĩa nhựa và kỹ thuật số vượt 1.000.000 bản được trao giải "Triệu bản".
27. ↑  Tại Thụy Điển, số liệu bán hàng thông thường được xếp vào thể loại album "Pop". Các album dành cho trẻ em, jazz, cổ điển và folk được đo bằng công thức khác: 10.000 bản cho danh hiệu đĩa Vàng và 20.000 bản cho đĩa Bạch kim.
28. ↑  Từ 1 tháng 11 năm 2006
29. ↑  Từ năm 2013, trừ sản phẩm tiếng Pháp và tiếng Ý
30. ↑  Từ năm 1997
31. ↑  Tại Vương quốc Liên hiệp Anh, quy định số liệu bán hàng áp dụng từ năm 1979, nằm trên mức RRP tối thiểu. Từ năm 1973–79, quy định dựa vào doanh thu tiền tệ: Bạch kim (£1,000,000), Vàng (£150,000 từ tháng 4 năm 1973 đến tháng 9 năm 1974, £250,000 từ tháng 9 năm 1974 đến tháng 1 năm 1977 và £300,000 từ năm 1977 tới năm 1979) và Bạc (£75,000 từ tháng 4 năm 1973 tới tháng 1 năm 1975, £100,000 từ tháng 1 năm 1975 tới tháng 1 năm 1977 và £150,000 từ năm 1977 tới năm 1979).[46]
32. ↑  Từ ngày 1 tháng 1 năm 2014
33. ↑  Dựa vào doanh số bán lẻ thực tại các quốc gia: Áo, Bỉ, Bulgaria, Cộng hòa Séc, Đan Mạch, Phần Lan, Pháp, Đức, Hy Lạp, Hungary, Iceland, Ireland, Ý, Luxembourg, Hà Lan, Na Uy, Ba Lan, Bồ Đào Nha, Nga, Serbia, Slovakia, Tây Ban Nha, Thụy Điển, Thụy Sĩ, Thổ Nhĩ Kỳ và Vương quốc Liên hiệp Anh.
34. 1 2 3 4 5 6 7 8 9 10  Số liệu của Úc, Đan Mạch, Phần Lan, Đức, Ireland, Ý, New Zealand, Na Uy, Thụy Điển và Anh có thể bao gồm lượng tải kỹ thuật số hợp pháp.
35. ↑  Từ ngày 17 tháng 11 năm 2014
36. ↑  Tại Đức, quy định số liệu đĩa đơn sử dụng từ ngày 1 tháng 1 năm 2003. Với những đĩa đơn ra mắt trước ngày 1 tháng 1 năm 2003, phải đạt 250.000 bản cho đĩa Vàng và 500.000 bản cho đĩa Bạch kim. Từ ngày 1 tháng 6 năm 2014, số liệu đổi thành 200.000 bản cho đĩa Vàng và 400.000 bản cho đĩa Bạch kim. Quốc gia này cũng dùng đĩa Kim cương từ ngày 1 tháng 1 năm 2003. Với các đĩa đơn jazz, cần đạt 10.000 bản cho đĩa Vàng và 20.000 bản cho đĩa Bạch kim.[18]
37. ↑  Từ ngày 1 tháng 6 năm 2014
38. ↑  Tại Hoa Kỳ, quy định số liệu đĩa đơn sử dụng từ ngày 1 tháng 1 năm 1989. Với những đĩa đơn ra mắt trước ngày 1 tháng 1 năm 1989, phải đạt 1.000.000 bản cho đĩa Vàng và 2.000.000 bản cho đĩa Bạch kim.[50] Với định dạng EP bao gồm đĩa đơn 12 inch, phải đạt 500.000 cho đĩa Vàng và 500.000 bản cho Bạch kim; trước đây, con số là 500.000 bản cho đĩa Vàng và 1.000.000 bản cho đĩa Bạch kim.[50] Từ đó trở đi, quy định được áp dụng cho toàn bộ đĩa đơn, bất kể đã phát hành trước hay sau ngày thay đổi.[50][51]
39. ↑  Từ ngày 1 tháng 7 năm 2012
40. ↑  Từ ngày 1 tháng 1 năm 1994
41. ↑  Từ tháng 3 năm 2013
42. 1 2  Từ ngày 1 tháng 7 năm 2010
43. ↑  Tại Vương quốc Liên hiệp Anh, quy định số liệu đĩa đơn Bạch kim, Vàng và Bạc có thay đổi từ ngày 1 tháng 1 năm 1989, phải đạt 200.000 bản cho đĩa Bạc, 400.000 bản cho đĩa Vàng và 600.000 bản cho đĩa Bạch kim. Trước ngày 1 tháng 1 năm 1989, phải đạt 250.000 bản cho đĩa Bạc, 500.000 bản cho đĩa Vàng và 1.000.000 bản cho đĩa Bạch kim.[54][55][56]
44. ↑  Từ ngày 26 tháng 1 năm 2015
45. ↑  Từ tháng 2 năm 2009
46. ↑  Từ tháng 10 năm 2010
47. ↑  Có hiệu lực đối với đĩa đơn trực tuyến và đĩa đơn di động.
48. ↑  Từ ngày 1 tháng 9 năm 2010
49. ↑  Tại Ba Lan, số liệu thông thường được xếp vào thể loại video âm nhạc "Pop". Các video âm nhạc jazz/ cổ điển được đo bằng công thức khác: 2.500 bản cho danh hiệu đĩa Vàng, 3.000 bản cho đĩa Bạch kim và 25.000 cho đĩa Bạch kim.
50. ↑  Danish DVD sales figures provided refer to Music/Single DVDs. Full-length DVDs are on a differing scale: sales exceeding 10,000 and 20,000 for Gold and Platinum awards (beginning ngày 7 tháng 1 năm 2011), reduced from 15,000 and 30,000 copies, respectively.
51. ↑  Từ ngày 1 tháng 4 năm 2009
52. ↑  U.S. sales figures provided refer to "Video singles". A separate scale is used for "Long form videos" and "Multi-Box Music Video Sets": sales exceeding 50,000 and 100,000 for Gold and Platinum awards respectively.
53. ↑  Hungarian DVD sales figures provided refer to "Pop" DVDs. A separate scale is used for jazz, spoken word, classical, and world music DVDs: sales exceeding 1,000 and 2,000 for Gold and Platinum awards respectively.
54. ↑  Từ ngày 1 tháng 1 năm 2007
55. 1 2  Từ năm 2009
56. ↑  Từ ngày 1 tháng 9 năm 2007

#### Chung
- "Các hiệp hội công nghiệp thu âm địa phương". IFPI. Bản gốc lưu trữ ngày 17 tháng 5 năm 2011. Truy cập ngày 15 tháng 8 năm 2010.

#### Riêng
1. ↑  "IFPI's Mission". IFPI. Bản gốc lưu trữ ngày 5 tháng 11 năm 2006. Truy cập ngày 18 tháng 5 năm 2010.
2. ↑  "THE INDIAN MUSIC INDUSTRY – Home Page". Indian Music Industry. Bản gốc lưu trữ ngày 29 tháng 4 năm 2013. Truy cập ngày 6 tháng 6 năm 2008.
3. 1 2 3  "IFPI Austria – Verband der Österreichischen Musikwirtschaft" (bằng tiếng Đức). International Federation of the Phonographic Industry – Austria. Truy cập ngày 28 tháng 1 năm 2013.
4. ↑  "CAPIF – Representando a la Industria Argentina de la Música" (bằng tiếng Tây Ban Nha). Argentine Chamber of Phonograms and Videograms Producers. Bản gốc lưu trữ ngày 20 tháng 8 năm 2011. Truy cập ngày 2 tháng 6 năm 2008.
5. 1 2 3  "Regulamin Przyznawania Wyroznien" (bằng tiếng Ba Lan). Polish Society of the Phonographic Industry. Bản gốc lưu trữ ngày 4 tháng 3 năm 2017. Truy cập ngày 22 tháng 10 năm 2014.
6. 1 2  "Musique – Dossiers – Belgian Entertainment Association". belgianentertainment.be (bằng tiếng Pháp). Belgian Entertainment Association. Bản gốc lưu trữ ngày 6 tháng 7 năm 2011. Truy cập ngày 9 tháng 1 năm 2011.
7. 1 2 3 4 5 6 7 8 9 10 11 12 13 14 15 16 17 18 19 20 21 22 23 24 25 26 27 28 29 30 31 32 33 34 35 36 37 38 39 40 41 42 43 44 45 46 47 48  "International Certification Award levels – 2013" (PDF). IFPI. Bản gốc lưu trữ ngày 28 tháng 3 năm 2014. Truy cập ngày 22 tháng 10 năm 2014.
8. 1 2 3 4  "ABPD | Associação Brasileira de Produtores de Disco" (bằng tiếng Bồ Đào Nha). Association of Brazilian Phonograph Producers. Bản gốc lưu trữ ngày 23 tháng 12 năm 2010. Truy cập ngày 6 tháng 6 năm 2008.
9. ↑  "::: Българска асоциация на музикалните продуценти" (bằng tiếng Bulgaria). Bulgarian Association of Music Producers. Truy cập ngày 6 tháng 6 năm 2008.
10. 1 2  "CD Awards Program Changes Announced". Canadian Recording Industry Association. ngày 25 tháng 4 năm 2006. Bản gốc lưu trữ ngày 5 tháng 6 năm 2009. Truy cập ngày 18 tháng 9 năm 2008.
11. 1 2 3 4 5  "Certification Definitions". Music Canada. Bản gốc lưu trữ ngày 15 tháng 11 năm 2011. Truy cập ngày 10 tháng 7 năm 2011.
12. ↑  "IFPIChile" (bằng tiếng Tây Ban Nha). International Federation of the Phonographic Industry – Chile. Truy cập ngày 6 tháng 6 năm 2008.
13. ↑  David Ponce (ngày 8 tháng 7 năm 2010). "Los bemoles del negocio musical". lamusica.emol.com. Bản gốc lưu trữ ngày 25 tháng 7 năm 2011. Truy cập ngày 3 tháng 6 năm 2011. Trucos de la industria como publicitar las categorías de "disco de oro" o "disco de platino" por discos no efectivamente vendidos a público, sino distribuidos a las tiendas, también están registrados en estas páginas.
14. ↑  "Piracy, Progress Marked Music in 2003". Billboard. Quyển 116 số 2. New York, N.Y.: VNU Business Publications USA. ngày 10 tháng 1 năm 2004. tr. 26. ISSN 0006-2510. Truy cập ngày 29 tháng 7 năm 2010.
15. ↑  "Croatia certifications" (bằng tiếng Croatia). Croatian Phonographic Association. Truy cập ngày 25 tháng 12 năm 2014.
16. 1 2  "RIT (IFPI TAIWAN) 白金 (金) 唱片簡介" [RIT (IFPI TAIWAN) platinum (gold) LP Profile] (bằng tiếng Trung). Recording Industry Foundation in Taiwan. Bản gốc lưu trữ ngày 8 tháng 8 năm 2011. Truy cập ngày 1 tháng 8 năm 2010.
17. 1 2 3  "IFPI Danmark – IFPI.dk" (bằng tiếng Đan Mạch). IFPI Denmark. Truy cập ngày 5 tháng 2 năm 2015.
18. 1 2 3 4 5  "» Statistik » GOLD/PLATIN und DIAMOND AWARD » Verleihungsgrenzen" (bằng tiếng Đức). Bundesverband Musikindustrie. Truy cập ngày 18 tháng 10 năm 2015.
19. 1 2 3  "NVPI, de branchevereniging van de entertainmentindustrie – English" (bằng tiếng Anh và Hà Lan). NVPI. Bản gốc lưu trữ ngày 13 tháng 11 năm 2007. Truy cập ngày 2 tháng 6 năm 2008.
20. ↑  한국음악콘텐츠산업협회 (bằng tiếng Hàn). Korea Music Content Industry Association. Bản gốc lưu trữ ngày 14 tháng 12 năm 2016. Truy cập ngày 10 tháng 5 năm 2013.
21. 1 2 3 4 5  "RIAA – Recording Industry Association of America". Recording Industry Association of America. Truy cập ngày 26 tháng 5 năm 2008.
22. 1 2  "Rules of ifpi hkg gold disc award". International Federation of the Phonographic Industry (Hong Kong Group) Limited. Bản gốc lưu trữ ngày 14 tháng 8 năm 2012. Truy cập ngày 22 tháng 10 năm 2014.
23. 1 2 3  "Arany- és platinalemezek › Mi számít arany- és platinalemeznek?" [Gold and platinum discs › What is gold and platinum?] (bằng tiếng Hungary). Magyar Hanglemezkiadók Szövetsége. Truy cập ngày 17 tháng 4 năm 2015.
24. 1 2 3  Μουσική: μία παγκόσμια βιομηχανία δημιουργίας (bằng tiếng Hy Lạp). Association of Greek Producers of Phonograms (AGPP). Bản gốc lưu trữ ngày 20 tháng 12 năm 2009. Truy cập ngày 6 tháng 6 năm 2008.
25. ↑  "International Certification Award levels – 2008" (PDF). IFPI. Bản gốc lưu trữ ngày 13 tháng 11 năm 2008. Truy cập ngày 22 tháng 10 năm 2014.
26. ↑  "אלבומי זהב ואלבומי פלטינה – 15 אלף ו-30 אלף עותקים". Lưu trữ bản gốc ngày 31 tháng 8 năm 2012. Truy cập ngày 31 tháng 8 năm 2012.
27. 1 2  "International Certification Award levels – 2011" (PDF). IFPI. Bản gốc lưu trữ ngày 26 tháng 7 năm 2011. Truy cập ngày 22 tháng 10 năm 2014.
28. ↑  "Latvian officials attend cyber-crime summit". IFPI. ngày 31 tháng 8 năm 2007. Bản gốc lưu trữ ngày 18 tháng 9 năm 2007. Truy cập ngày 7 tháng 6 năm 2008.
29. ↑  "IFPI Middle East Award application form" (PDF). Bản gốc (PDF) lưu trữ ngày 12 tháng 8 năm 2012. Truy cập ngày 20 tháng 12 năm 2016.
30. 1 2 3  "Certificaciones" [Certifications] (bằng tiếng Tây Ban Nha). Mexican Association of Phonograph Producers. Bản gốc lưu trữ ngày 12 tháng 7 năm 2010. Truy cập ngày 6 tháng 1 năm 2011.
31. 1 2 3  "IFPI Norsk platebransje" (bằng tiếng Na Uy). International Federation of the Phonographic Industry – Norway. Bản gốc lưu trữ ngày 5 tháng 3 năm 2016. Truy cập ngày 7 tháng 2 năm 2014.
32. 1 2 3  "The Official Music Charts: Certifications". Recorded Music NZ. Bản gốc lưu trữ ngày 2 tháng 5 năm 2013. Truy cập ngày 22 tháng 10 năm 2014.
33. 1 2 3  "International Certification Award levels – 2012" (PDF). IFPI. Bản gốc lưu trữ ngày 10 tháng 8 năm 2012. Truy cập ngày 22 tháng 10 năm 2014.
34. 1 2 3  "IFPI" (bằng tiếng Anh và Phần Lan). Musiikkituottajat – IFPI Finland. Bản gốc lưu trữ ngày 10 tháng 6 năm 2010. Truy cập ngày 29 tháng 7 năm 2010.
35. 1 2  "Disque en France: Les Certifications" (bằng tiếng Pháp). Disque en France Syndicat National de l'Édition Phonographique. Bản gốc lưu trữ ngày 15 tháng 1 năm 2013. Truy cập ngày 18 tháng 3 năm 2013.
36. 1 2  "Recording Industry Association (Singapore) representing record companies in Singapore". Recording Industry Association Singapore. Bản gốc lưu trữ ngày 29 tháng 7 năm 2012. Truy cập ngày 6 tháng 6 năm 2008.
37. 1 2  "Oficiálne stránky IFPI – Národná skupina Slovenskej republiky" (bằng tiếng Slovak). International Federation of the Phonographic Industry – Slovakia. Bản gốc lưu trữ ngày 27 tháng 10 năm 2000. Truy cập ngày 6 tháng 6 năm 2008.
38. 1 2 3 4  "Promusicae" (bằng tiếng Tây Ban Nha). Producers of Spanish Music. Truy cập ngày 6 tháng 6 năm 2008.
39. ↑  "MÜ-YAP Bağlantılı Hak Sahibi Fonogram Yapımcıları Meslek Birliği" (bằng tiếng Thổ Nhĩ Kỳ). Turkish Phonographic Industries Society. Truy cập ngày 6 tháng 6 năm 2008.
40. 1 2 3  "IFPI" (bằng tiếng Thụy Điển). International Federation of the Phonographic Industry – Sweden. Truy cập ngày 28 tháng 1 năm 2013.
41. 1 2 3  "Swedish Certification-award-levels" (PDF). IFPI Sweden.
42. 1 2 3  "The Official Swiss Charts and Music Community". swisscharts.com. Truy cập ngày 4 tháng 1 năm 2011.
43. ↑  国家广播电影电视总局 (bằng tiếng Trung). State Administration of Radio, Film, and Television. Bản gốc lưu trữ ngày 7 tháng 6 năm 2008. Truy cập ngày 9 tháng 6 năm 2008.
44. 1 2 3  "Australian Recording Industry Association". Australian Recording Industry Association. Truy cập ngày 2 tháng 6 năm 2008.
45. 1 2 3  "Certification Award Full List – OCTOBER 07" (PDF). IFPI. Bản gốc (PDF) lưu trữ ngày 15 tháng 3 năm 2016. Truy cập ngày 7 tháng 6 năm 2008.
46. ↑  "Certified Awards – A Timeline" (PDF). British Phonographic Industry. Bản gốc (PDF) lưu trữ ngày 7 tháng 8 năm 2011. Truy cập ngày 1 tháng 12 năm 2010.
47. 1 2 3  "The BPI". British Phonographic Industry. Bản gốc lưu trữ ngày 24 tháng 1 năm 2013. Truy cập ngày 19 tháng 11 năm 2013.
48. ↑  Pakinsis, Tom (ngày 6 tháng 6 năm 2015). "BPI's Platinum, Gold and Silver Awards to include streaming data for albums". Music Week.
49. 1 2  "FIMI Profili: Certificazioni". FIMI. Bản gốc lưu trữ ngày 18 tháng 6 năm 2012. Truy cập ngày 5 tháng 2 năm 2015.
50. 1 2 3  Haring, Bruce (ngày 12 tháng 11 năm 1988). "RIAA Halves Requirements For Singles Certification" (PDF). Billboard. Quyển 100 số 46. Billboard Publications Inc. tr. 1. ISSN 0006-2510. Truy cập ngày 2 tháng 6 năm 2015.
51. ↑  Grein, Paul (ngày 14 tháng 5 năm 1989). "New Golden Rule: 500,000 Sales Mark for All Singles". Los Angeles Times. Truy cập ngày 2 tháng 6 năm 2015.
52. ↑  "SNEP: Les Disques d'Or" (bằng tiếng Pháp). Syndicat National de l'Édition Phonographique. Bản gốc lưu trữ ngày 17 tháng 10 năm 2013. Truy cập ngày 22 tháng 2 năm 2014.
53. ↑  "Guide för Guld- och platinacertifiering" [Guide for Gold and Platinum certifications] (PDF) (bằng tiếng Thụy Điển). IFPI Sweden. Bản gốc (PDF) lưu trữ ngày 24 tháng 9 năm 2015. Truy cập ngày 28 tháng 1 năm 2013.
54. ↑  "International Certification Award levels" (PDF). IFPI. tháng 9 năm 2011. Bản gốc lưu trữ ngày 26 tháng 7 năm 2011. Truy cập ngày 22 tháng 10 năm 2014.
55. ↑  Gallup (ngày 4 tháng 2 năm 1989). "The Top of the Pops Chart" (PDF). Record Mirror. tr. 4. Truy cập ngày 16 tháng 7 năm 2010.[liên kết hỏng][liên kết hỏng]
56. ↑  "Certified Awards". British Phonographic Industry. Bản gốc lưu trữ ngày 4 tháng 5 năm 2012. Truy cập ngày 7 tháng 6 năm 2010.
57. 1 2 3  "International Certification Award levels – 2009" (PDF). IFPI. Bản gốc (PDF) lưu trữ ngày 4 tháng 3 năm 2016. Truy cập ngày 22 tháng 10 năm 2014.
58. 1 2 3  "International Certification Award levels – 2010" (PDF). IFPI. Bản gốc lưu trữ ngày 26 tháng 11 năm 2010. Truy cập ngày 22 tháng 10 năm 2014.